# Aedes falabreguesi
Aedes falabreguesi är en tvåvingeart som beskrevs av Hamon 1957. Aedes falabreguesi ingår i släktet Aedes och familjen stickmyggor.
Artens utbredningsområde är Elfenbenskusten. Inga underarter finns listade i Catalogue of Life.